# کلینتن (مینه‌سوتا)
کلینتن، مینه‌سوتا (به انگلیسی: Clinton, Minnesota) یک شهر در ایالات متحده آمریکا است که در مینه‌سوتا واقع شده‌است.

## خصوصیات
کلینتن ۲٫۶۷ کیلومترمربع مساحت و ۴۴۹ نفر جمعیت دارد و ۳۵۱ متر بالاتر از سطح دریا واقع شده‌است.